# Khalīfeh Bolāghī
Khalīfeh Bolāghī (persiska: خليفه بلاغی, خَليت بُلاغ) är en ort i Iran.   Den ligger i provinsen Markazi, i den centrala delen av landet, 300 km sydväst om huvudstaden Teheran. Khalīfeh Bolāghī ligger 1 974 meter över havet och antalet invånare är 281.
Terrängen runt Khalīfeh Bolāghī är kuperad åt nordväst, men åt sydost är den platt.Runt Khalīfeh Bolāghī är det ganska glesbefolkat, med 48 invånare per kvadratkilometer. Närmaste större samhälle är Hendūdūr, 9,3 km norr om Khalīfeh Bolāghī. Trakten runt Khalīfeh Bolāghī består i huvudsak av gräsmarker.